# Operação Vício

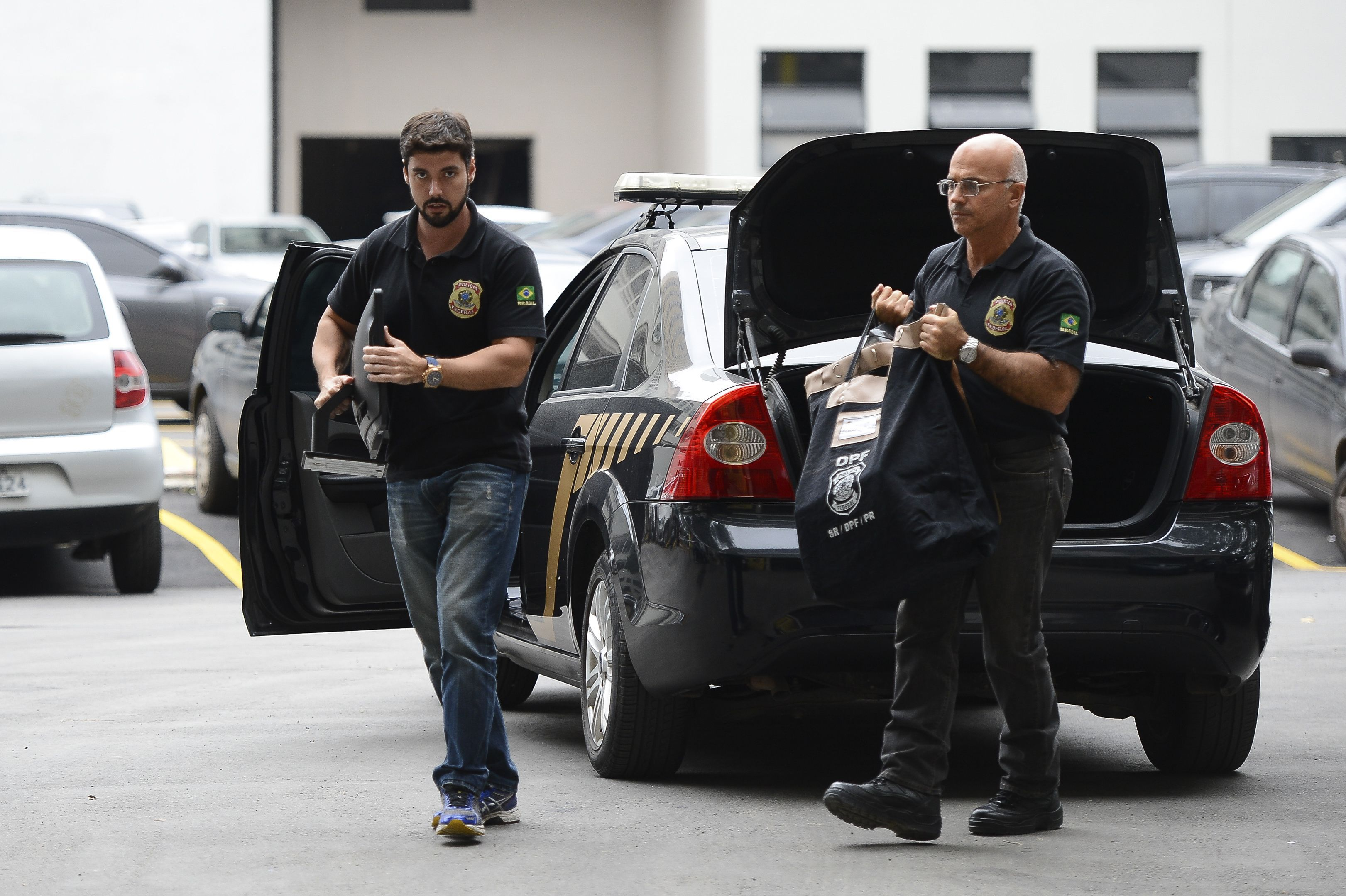
Computadores e malotes apreendidos sendo entregues na sede da Polícia Federal, no Rio de Janeiro.

Operação Vício foi uma operação policial brasileira deflagrada pela Polícia Federal do Brasil, em 24 de maio de 2016, nas cidades de São Paulo e Rio de Janeiro. Representando a 30.ª fase da Operação Lava Jato, teve como alvos José Dirceu e Renato Duque, para apurar os crimes de corrupção, organização criminosa e lavagem de ativos.
O nome da operação está relacionado, de acordo com a acusação, à forma sistemática e repetida de prática de corrupção por determinados funcionários da estatal e agentes políticos, que parecem incapazes de atuar de outra forma, senão por meio de atos lesivos ao Estado. O termo ainda remete à ideia de que setores do Estado precisam passar por um processo de "desintoxicação" do modo corrupto de contratar, presente não ação de seus representantes.
Esta fase investigou o pagamento de propina de pelo menos 40 milhões de reais pelas empresas fornecedoras de tubos para a Petrobras, Confab (do grupo Techint) e Apolo Tubulars para pessoas envolvidas no esquema  de corrupção na estatal.

## Mandados
Foram cumpridos dois mandados de prisão preventiva, vinte e oito de busca e apreensão e nove de condução coercitiva.